# Dryomys niethammeri
O arganaz do baluchistão (Dryomys niethammeri) é um roedor, da família Gliridae presente no Paquistão. Apesar do nome, não deve ser confundido com outros roedores também chamados de arganaz.